# Zettingsvloeiing

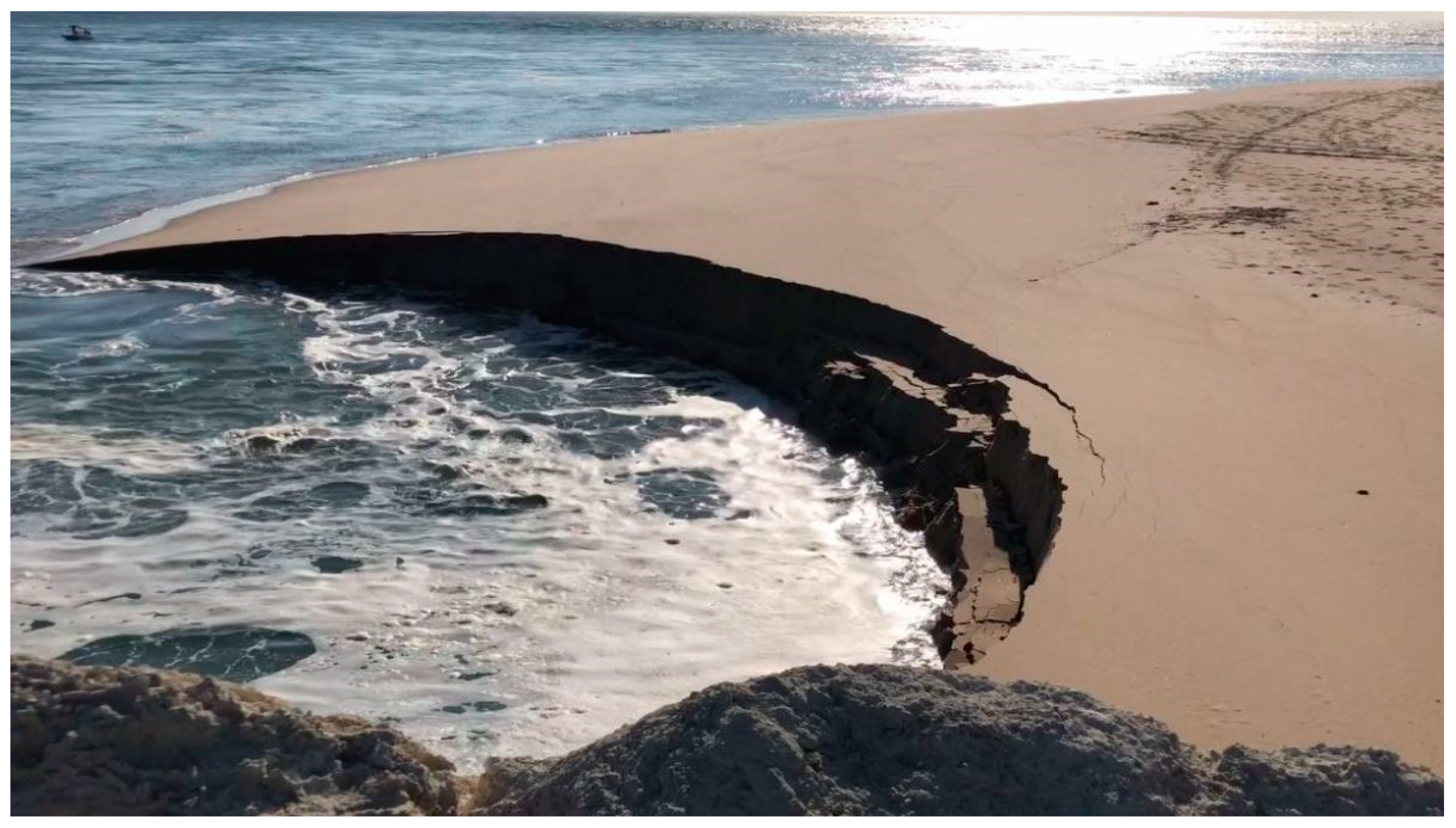
Zettingsvloeiing (strandval) bij een strand in Frankrijk (Cape Ferret) in 2018

Zettingsvloeiing is een verschijnsel waarbij poriënwateroverspanningen ontstaan in een losgepakt zandpakket, waardoor het zijn draagvermogen verliest en als drijfzand kan wegstromen. Zettingsvloeiing werd in Nederland als verklaring gezien voor oever- en dijkvallen in Zeeland. Bij een oever- of dijkval stroomt "plotseling" een grote hoeveelheid materiaal naar dieper water en laat een schelpvormig gat in de bestaande oever achter.

## Waarnemingen van zettingsvloeiingen

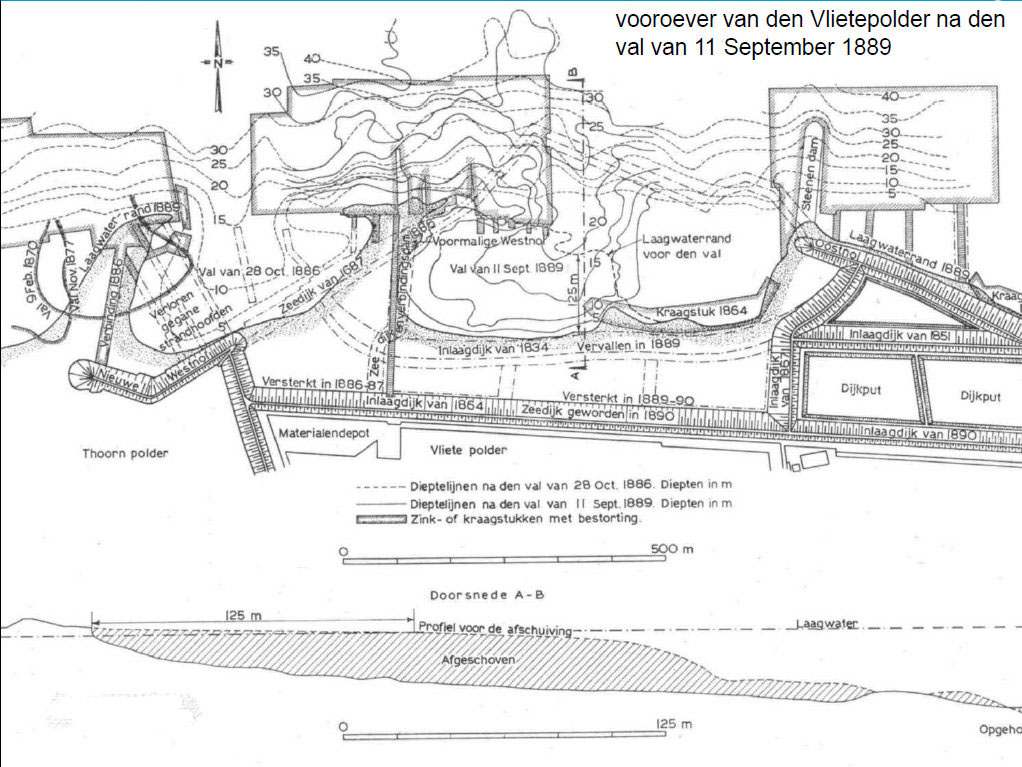
Dijkval bij de Vlietepolder in Zeeland

Zuidwest-Nederland wordt al eeuwen geplaagd door oever- en dijkvallen. Er bestaat al langer een goed beeld van de situatie voor en na zo'n val en van de grondgesteldheid.
Aan de hand van deze waarnemingen konden richtlijnen opgesteld worden bij welke oevers er kans was op een dijk- of oeverval. Een van de constateringen was dat bij losgepakte lagen in de ondergrond, de onderwateroever over een hoogte van ca 5 m niet steiler moest zijn dan ca. 1:3. Als uit lodingen bleek dat er te veel versteiling was opgetreden werd de oever plaaselijk preventief door een bezinking of bestorting beschermd.
Maar waarnemingen tijdens het optreden van de val waren er eigenlijk weinig, waardoor de kennis van het proces beperkt was. Een goede waarneming was van een val uit 1864: 
Tijdsbepaling van de afschuiving. - In den avond van den 9den maart was de laagwaterbezetting nog door den werkbaas van den polder bezocht en in den morgen van den 10den maart, ten half zes ure, was reeds 4.5 bunder van het voorland door het diep ingenomen en de waterrand over 20 tot 25 el lengte doorgedrongen tot binnen den dijksteen. De afschuiving breidde zich steeds oost- en westwaarts uit; grondmassa's van 5 tot 25 teerling el scheurden af en stortten wentelend naar beneden. Deze navallingen echter volgden elkander allengs minder snel op, en wat na negen ure van den 10den maart verloren ging, was van minder beteekenis. Onheilen als het onderwerpelijke hebben meest bij laagwater plaats. Het was in den avond van den 9den maart omstreeks ten 9¼ ure laagwater en het mag niet onopgemerkt blijven, dat een der wakende huisgenooten van den werkbaas omstreeks dezen tijd, en verder in den nacht van den 9den op den 10den maart, een geluid hoorde, zooals men bij het storten van groote aardmassa's in het water zou vernemen. De afschuiving heeft zich dus gevormd in het tijdsverloop tusschen de ebben van twee elkander volgende getijden.
Als onderdeel van de Deltawerken zijn alle zeedijken in Zeeland versterkt met vooroeverbestortingen en sindsdien zijn dijkvallen niet meer waargenomen. Daardoor bleef de kennis van het proces beperkt, ondanks veel laboratoriumstudies, er waren alleen lodingen van in het verleden opgetreden vallen en grondonderzoek.

## De term "zettingsvloeiing"
In 1898 deed een Duitse onderzoeker, Friedrich Müller, onderzoek naar dijkvallen in Zeeland, om deze kennis te gebruiken bij de bestrijding van vallen in Sleeswijk-Holstein. In zijn rapport noemde hij deze, in navolging van de eerdere Nederlandstalige publicaties (zoals bovenstaand citaat) in het Duits "Fälle" en "Uferfälle". Hij maakte hier duidelijk een verschil tussen de schelpvormige inscharing bij een val en de veel steilere afschuiflijn bij een "Abschiebung".
Karl von Terzaghi bestudeerde dit werk bij het maken van zijn handboek over "Erdbaumechanik" in 1926.
Dit handboek bevatte een profiel van wat hij beschouwde als een typisch voorbeeld van een zettingsvloeiing in Zeeland. Vergelijking met het originele werk van Müller van 1898 laat zien dat dit het profiel van de val in de Oud Noord-Beveland Polder van 11 augustus 1881 is (de tegenwoordige Oesterput bij Colijnsplaat). De beschrijving door Müller had Terzaghi de indruk gegeven dat het een snelle afschuiving was, zoals een rotslawine in berggebieden. Dit was kennelijk een verkeerde interpretatie, want de beschrijving van Neyt spreekt bijvoorbeeld over een duur van ongeveer 12 uur, dus veel langer dan een de duur van een rotslawine of afschuiving in berggebieden. Terzaghi had de originele publicaties in het Nederlands niet gelezen en was niet persoonlijk getuige van het fenomeen in Zeeland, dus classificeerde hij ten onrechte de "Sandfälle" in Zeeland als een soort snelle aardverschuiving zoals die optreden op berghellingen bij zware regenval, gepaard gaande met inklinken van de bodem, die hij "Setzungsfließung" noemde. Maar zijn hypothese wordt niet ondersteund door de oorspronkelijke publicatie van Müller waarnaar hij verwijst. Terzaghi's uitleg werd in 1940 wel overgenomen door Keverling Buisman, de oprichter van het Laboratorium voor Grondmechanica in zijn handboek. Hij introduceerde de Nederlandse term "zettingsvloeiing" als vertaling van het Duitse woord "Setzungsfließung" voor de oevervallen in Zeeland, maar heeft dit concept niet verder uitgewerkt in zijn boek. Er ontstaat een levendige discussie onder waterstaatsingenieurs in de daaropvolgende jaren. Zo bestrijdt Barentsen deze opvatting, maar ondanks dat blijft de gedachte in Nederland overheersen dat zettingsvloeiing de verklaring is voor de dijk- en oevervallen in Zeeland en worden de begrippen vrijwel synoniem. Tegenwoordig worden de termen bres- en verwekingsvloeiing gebruikt bij de beoordeling van de veiligheid van vooroevers en dijken.

## Onderzoek naar het proces

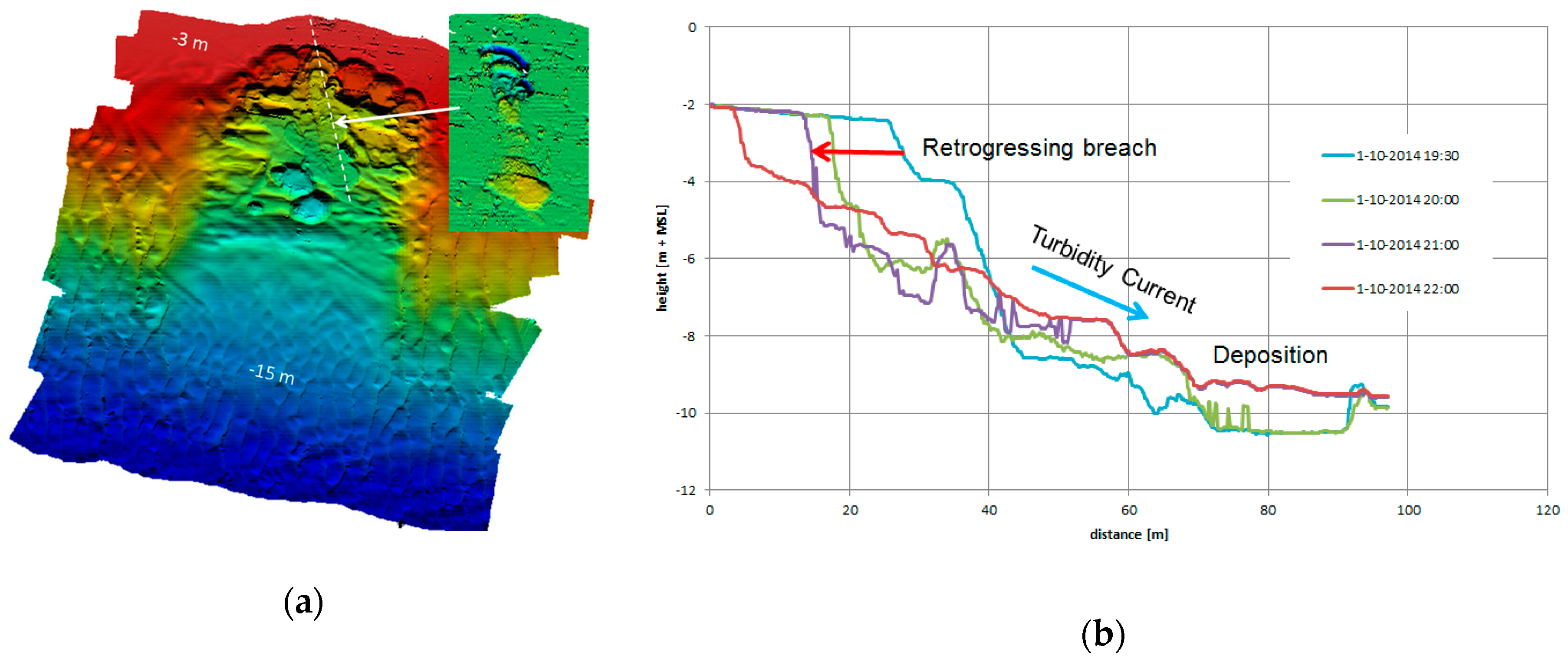
Waargenomen bresvloeiing tijdens de grootschalige zettingsvloeiingsproef in 2014, Plaat van Walsoorden

Om een beeld te krijgen van het werkelijk proces van een zettingsvloeiing is een grootschalig experiment uitgevoerd bij de Plaat van Walsoorden in de Westerschelde. Dit experiment liet zien dat het proces niet plotseling optreedt, maar over een langere tijd (tot enkele uren) plaats vindt. De metingen laten zien dat het eroderende gebied niet in één keer wegstroomt naar dieper water, maar dat er geïnitieerd door gericht baggeren frequent gedurende een periode van enkele uren steile bressen geleidelijk terugschrijden en insnijden in de hoger gelegen oever.
Ook aan het strand van Ameland is dit verschijnsel waargenomen (in 2017 en 2018) en vastgelegd op video, dit wordt strandval genoemd. De video laat het langzame terugschrijdende karakter zien dat wijst op bresvloeiing.
In 1979 vond op deze plaats een ongeluk plaats; bij het lanceren van de reddingsboot met paardentractie trad een strandval op en alle acht de paarden verdronken hierbij.

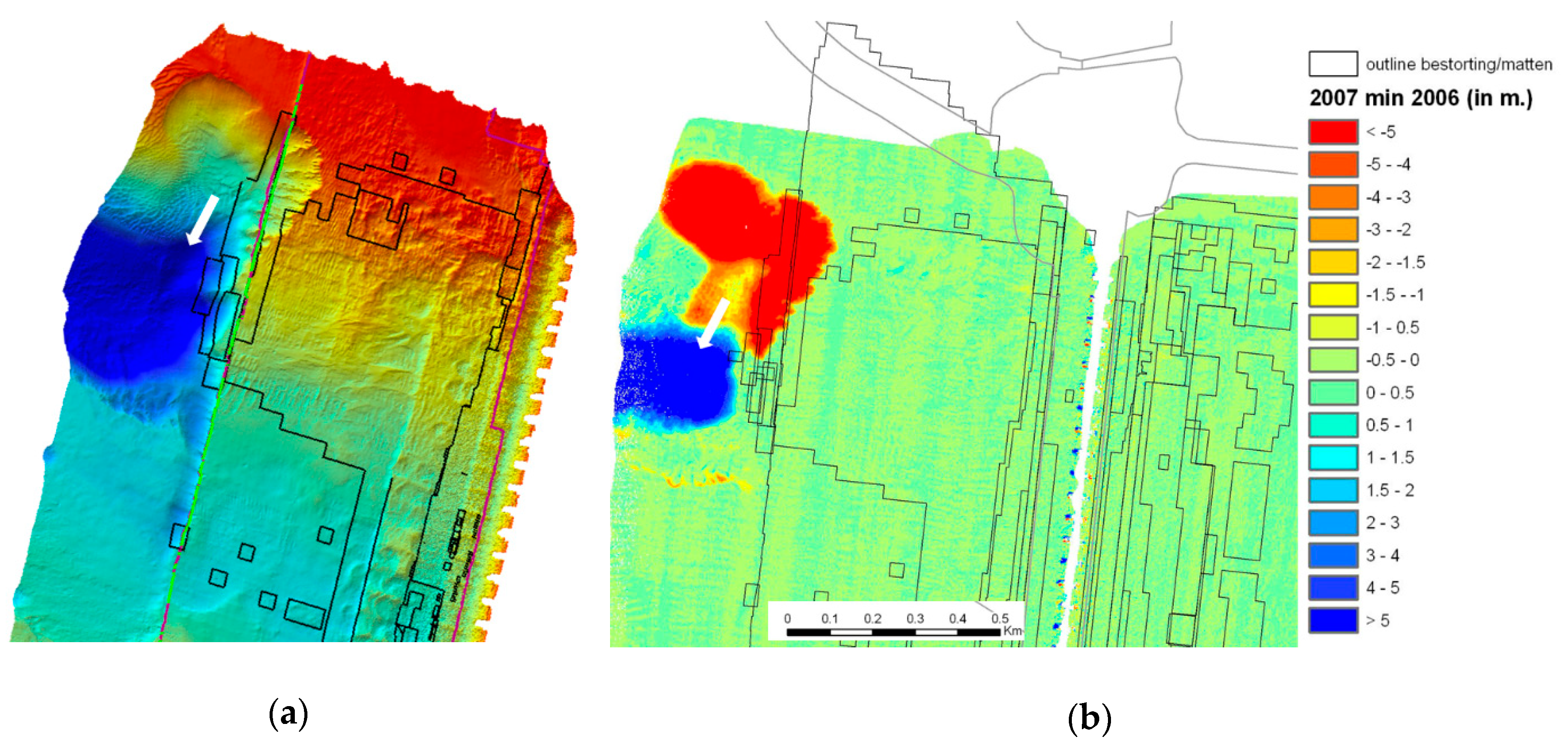
Grote zettingsvloeiingen bij de Oosterscheldekering (2007)

 Verschillende grote zettingsvloeiingen (oever- en plaatvallen) zijn in de jaren na de aanleg van de Oosterscheldekering onder water opgetreden aan de zuidkant van de kering. Langs de randen van de bodembescherming is de bodem sinds de aanleg sterk verdiept waardoor in de onbeschermde zijoevers van de Oosterschelde verschillende grote zettingsvloeiingen zijn opgetredenen. Doordat de bodem daar verder beschermd was, kon deze vloeiing niet doorlopen. Bestortingen kunnen op deze wijze effectief een zettingsvloeiing stoppen.
Omdat men bij de aanleg van de Oosterscheldekering heel bang was dat de stabiliteit van de kering door zettingsvloeiing in gevaar zou kunnen komen (er bevindt zich nogal wat losgepakt zand in de ondergrond van de Oosterschelde) is een groot deel van dit losgepakte zand rond de kering met een trilschip (de Mytilus) verdicht. Achteraf blijkt de kans op zettingsvloeiing in dit losgepakte zand dus niet aanwezig geweest te zijn, maar desondanks is deze verdichting wel heel nuttig geweest, omdat door trillingen er in dit losgepakte zand lokaal wel drijfzand had kunnen vormen. Hierdoor zou het draagvermogen van de ondergrond verminderen, bovendien zou door dilatantie ook ontoelaatbare zettingen van de ondergrond kunnen optreden.

## Beschrijving van het proces
De oorspronkelijke gedachte van Terzaghi en Keverling-Buisman was dat er door een schokgolf in de losgepakte laag wateroverspanning optrad, waardoor de korrelspanning wegvalt en er een drijfzand-laag ontstond die als een dichtheidsstroom naar dieper water wegstroomde. Door dit wegstromen van de onderlaag kan het bovenliggende zandpakket in één keer naar beneden zakken en ontstaat er dus in één keer een grote inscharing.
Uit het onderzoek naar zandzuigen en bresvorming in Delft ten behoeve van de baggerindustrie is echter gebleken dat deze zettingsvloeiing juist optreedt in een dichtgepakte laag fijn zand. Het dilatantie effect maakt dat de korrels bij afschuiving loskomen van elkaar en er dus meer ruimte tussen de korrels ontstaat. Door deze ruimte ontstaat een zuigkracht die de bovenste afzetting tijdelijk verstijft, waardoor daar een vrijwel verticaal, langzaam terugschrijdend front kan ontstaan, de bres. Dilatantie kan niet voorkomen in losgepakt zand, in dat geval ontstaat er juist wateroverspanning (verweking of liquefactie) en glijden de korrels langs de helling van het natuurlijk talud naar beneden. Een andere voorwaarde voor een aanhoudende actieve bres is dat het zand dat naar beneden zakt weggevoerd wordt. Als de bres voldoende hoog is en het zand voldoende fijn, dan kan het zand in suspensie voldoende snelheid krijgen om een turbulente dichtheidsstroom te initiëren. Bij superkritische stromingscondities zal voldoende zand worden verwijderd van de basis van het front om doorgaande inscharing mogelijk te maken. Naarmate de dichtheidsstroom stroomafwaarts verder versnelt kan deze de oorspronkelijke zandbodem verder eroderen en verdiepen, waardoor er meer zand in suspensie wordt meegevoerd en de dichtheid toeneemt, die de stroming verder aandrijft. Dit zelfversterkende karakter van deze troebelingsstroom hangt af van de hellinggeometrie en de sedimenteigenschappen van de zeebodem. Naarmate de helling van de bodem verflauwt verliest de troebelingsstroom impuls, vertraagt en het sediment zakt uit.

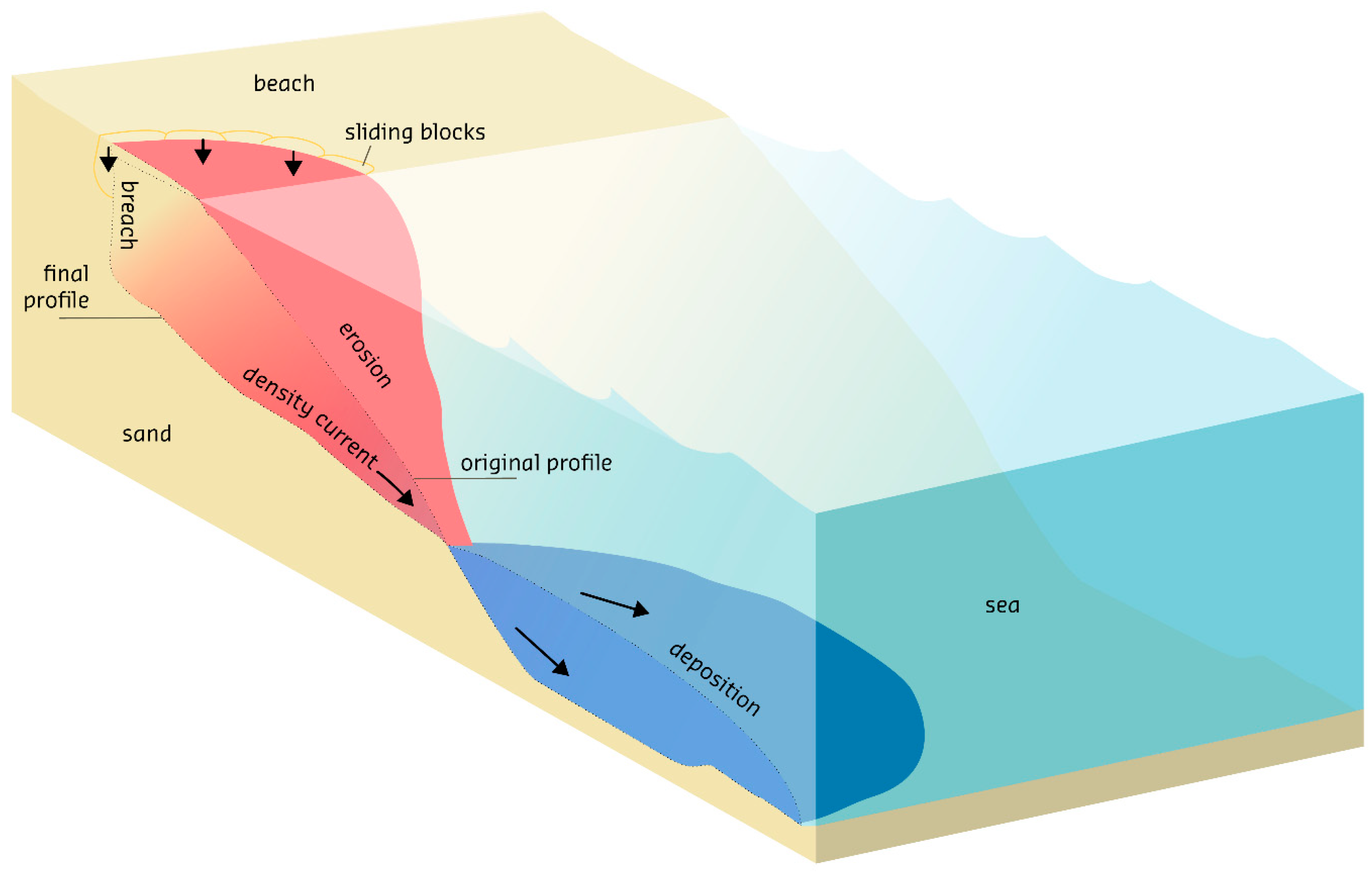
Schematische weergave van een zettingsvloeiing

Een bresvloeiing vereist dus twee aspecten die beide moet optreden:
- Een geotechnisch aspect: afschuifdilatantie vindt plaats in het zandskelet en veroorzaakt een zuigkracht, die het terugschrijdende zandfront stabiliseert, met hellingen die veel steiler zijn dan de natuurlijke hoek van inwendige wrijving. Dit vereist dat het zand voldoende dicht gepakt (dilatant) en water verzadigd is. De bres levert een constante toevoer van 'afregenende' zanddeeltjes in het water dat een zwaar mengsel van zand en water produceert.
- Een hydrodynamisch aspect: dit wordt gekenmerkt door het genereren van een turbulente dichtheidsstroom die gesuspendeerde zandkorrels mengt en verder transporteert, bepaald door hellinggeometrie en zandkarakteristieken. Het zand moet fijnkorrelig zijn (lage valsnelheid) zodat de dichtheidsstroom de korrels over enige afstand kan wegvoeren voordat ze weer uit de suspensie bezinken. De bres moet hoog genoeg zijn om voldoende zand en energie te verschaffen voor turbulente vermenging van de zandkorrels met het omgevingswater om een homogene suspensie te genereren, die een hogere dichtheid heeft dan schoon water.

Wat precies het mechanisme in werking zet is nog niet goed bekend. Er wordt gedacht aan vergrote grondwateruitstroming door extreem laag water, zware regenval, etc.
De naam "zettingsvloeiing" is dus eigenlijk niet juist, een betere naam zou zijn bresvloeiing of "terugschrijdende bresvorming" (Retrogessive Breach Failure). Of deze naam ook in het dagelijks spraakgebruik zal inburgeren is overigens de vraag.

## Andere bresvormen

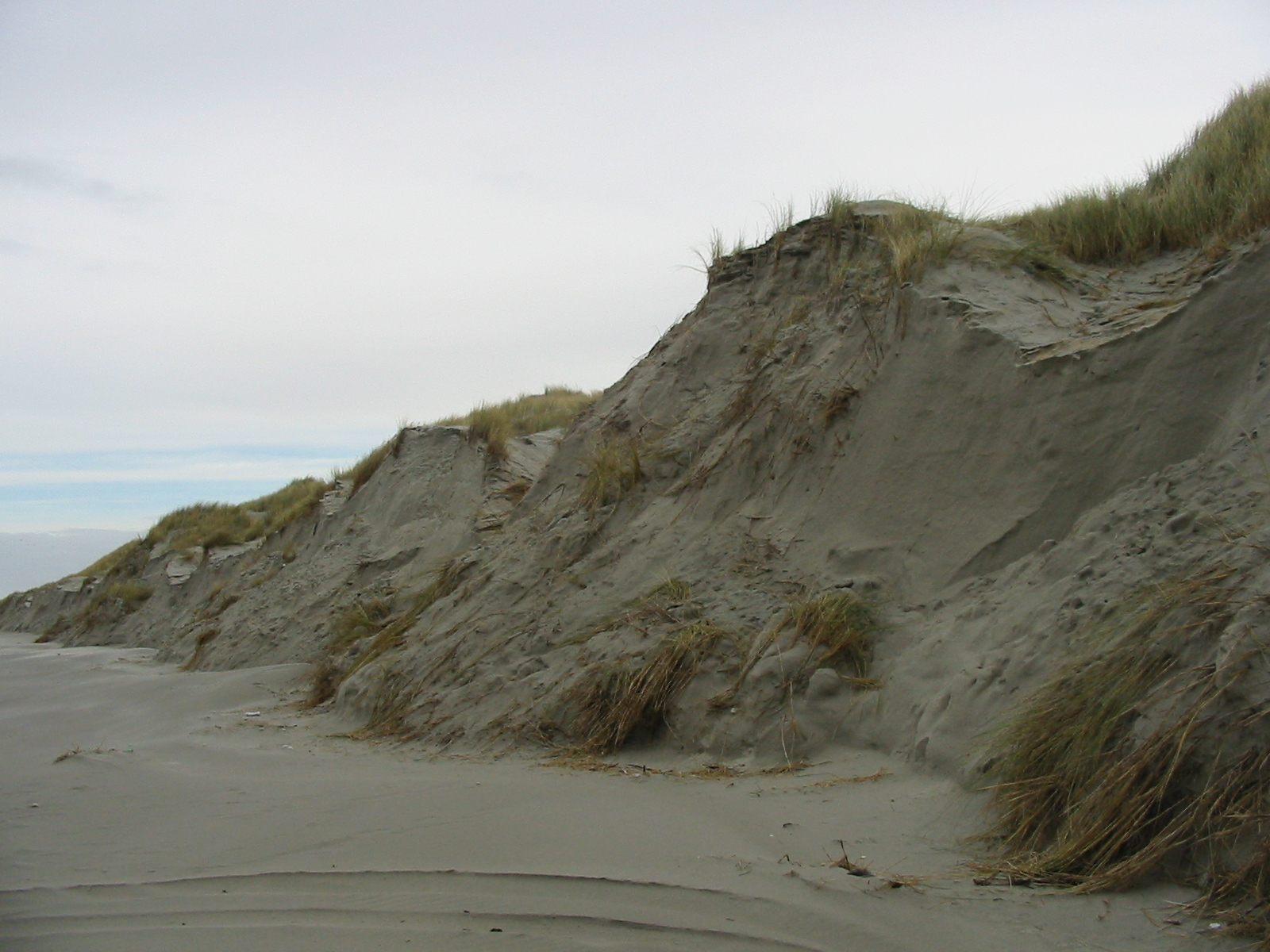
Duinafslag boven water bij Ameland, november 2007

Bij afslag van zand boven water (dus onverzadigd zand, met lucht, maar wel vochtig) heeft het zand ook een schijnbare cohesie door de zuigspanning. Hierdoor kunnen boven water ook verticale, of bijna verticale fronten ontstaan. Net boven de waterlijn zorgt golfwerking vaak voor dit soort klifrandjes op het strand. Bij duinafslag bij stormen slaat het duin ook bijna verticaal af. Deze afslagen treden vaak op bij stormen (en een verhoogde waterstand), terwijl zettingsvloeiing vaak juist niet bij storm optreedt. Het proces is principieel heel anders. Door de gelijkenis met een zettingsvloeiing wordt dit soort bresvorming vaak verward met zettingsvloeiing.